# Кукоара
Кукоа́ра (рум. Cucoara) — село в Кагульському районі Молдови, є центром комуни, до якої також відноситься село Кіркани.